# الوقعه المحصئة (ردفان)

تعديل مصدري - تعديل

الوقعه المحصئة هي إحدى قرى عزلة الحبيلين بمديرية ردفان التابعة لمحافظة لحج، بلغ تعداد سكانها 86 نسمة حسب تعداد اليمن لعام 2004.